# Evant
Die Sprache Evant (ISO 639-3: bzz; auch evand, avand, avande, ovande, ovand, ovando, balegete, belegete) ist eine von 17 tivoiden Sprachen und wird von insgesamt 10.000 Personen im nigerianischen Bundesstaat Cross River und von 1.000 Personen in der Kameruner Region Südwesten gesprochen.
Die Sprecher wechseln immer mehr zum Kameruner Pidginenglisch über.